# Щербинское городище
Щербинское городище (также известное как Конопелкинское) — городище раннего железного века и I тыс. н. э. в городском округе Домодедово рядом с деревней Щербинка. Расположено на правом берегу реки Пахры близ устья реки Конопелька, откуда и получило второе название.

## Общая информация
Щербинское городище — эталонный хрестоматийный археологический памятник дьяковской культуры, внесенный во многие учебники по основам археологии. Культурный слой городища достигал 3 метров и содержал керамику, клады, фрагменты оружия и другие артефакты. В юго-восточной части городища, близ шоссе Подольск — Домодедово, сохранялись остатки валов и рвов.
Изучение Щербинского городища началось в 1920-х археологом К.Я. Виноградовым. Масштабные раскопки были проведены в 1960-е годы под руководством А.Ф. Дубынина. Остатки жилого дома и несколько кладов, найденные при раскопках городища в 1964 году, находятся в постоянной экспозиции Государственного исторического музея и Музея Москвы. Всего в археологическом фонде Музея Москвы хранится 1795 экспонатов, найденных на Щербинском городище. Однако по сей день городище исследовано археологами лишь частично.
В 2012 году восточный и западный овраги уничтожены свалкой.
Щербинское городище оказалось едва не утрачено. В октябре 2021 года бульдозерами было уничтожено 90 % культурного слоя городища ради строительства рынка. Полное разрушение удалось остановить благодаря местным жителям и научной общественности. Проведение работ было прекращено после вмешательства прокуратуры. На основании материалов прокурорской проверки отделом дознания УМВД России по городскому округу Домодедово, возбуждено уголовное дело по ч. 1 ст. 330 УК РФ (самоуправство) и ч. 1 ст. 243 УК РФ (уничтожение или повреждение объектов культурного наследия).
В отвалах, оставшихся от проведения земляных работ, были найдены уникальные находки, характеризующие культуру и быт дославянского населения Подмосковья.

## Статус
За городищем закреплен статус: объекта культурного наследия постановлением правительства Московской области от 30.09.2004 № 596/38. Несмотря на это городище находится на грани полного уничтожения.